# NGC 6166A
NGC 6166A is een lensvormig sterrenstelsel in het sterrenbeeld Hercules. Het hemelobject werd op 30 mei 1791 ontdekt door de Duits-Britse astronoom William Herschel.

## Synoniemen
- MCG 7-34-50
- PGC 58254